# Staatliches Filmarchiv der DDR
Das Staatliche Filmarchiv der DDR (SFA) war das zentrale Filmarchiv der  Deutschen Demokratischen Republik in (Ost-)Berlin.

## Geschichte
Das am 1. Oktober 1955 gegründete Archiv hatte die Aufgabe, die nationale Filmproduktion zu sammeln, zu sichern und der Öffentlichkeit zugänglich zu machen. Erster Direktor war Rudolf Bernstein, der ehemalige Leiter des Progress Film-Verleihs. Im April 1958 wurde Gerhard Karsch Direktor des SFA, dem im selben Jahr Herbert Volkmann folgte, der das Archiv bis 1969 leitete.
Von 1969 bis zur Vereinigung mit dem Bundesarchiv-Filmarchiv im Oktober 1990 war Wolfgang Klaue Direktor des SFA. 1979 wurde Klaue Präsident der Fédération Internationale des Archives du Film (FlAF), 1982 wurde er für eine zweite Amtsperiode wiedergewählt.
Die Bestände umfassten Filmkopien, die die Sowjetunion seit 1954 der Regierung der DDR übergeben hatte, sowie Kopien aller nationalen Filmproduktionen. Zur Konservierung und Restaurierung seiner Bestände besaß das Archiv ein eigenes Kopierwerk.
Auch in der DDR verbotene Filmproduktionen wurden bemerkenswerterweise im SFA archiviert. Dieses Vorgehen stand im Widerspruch zum in der DDR üblichen Umgang mit zensiertem Material, von dem ansonsten in der Regel alle Spuren zu beseitigen waren (das Wort „Zensur“ existierte offiziell nicht). Neben verbotenen Filmen wurden oft auch zugehörige Unterlagen wie Exposés, Treatments, Drehbücher usw. unzugänglich aufbewahrt.
Nach der deutschen Wiedervereinigung wurde das Staatliche Filmarchiv der DDR am 3. Oktober 1990 ins Bundesarchiv-Filmarchiv eingegliedert.